# Hoteller i London
Der er ingen officiel oversigt over hoteller i London, men det antages, at antallet af hotelværelser i Greater London i 2010 var 123.000. Hotelmarkedet blevet forstyrret af Airbnb og lignende netmarkedspladser. Ifølge tal fra 1912, da London bød på værtskabet af sommer-OL, var der 70.000 3 til 5-stjernede hotelværelser inden for 10 km af Central London i 2003. Særligt antallet af hotelværelser i City of London var vokset, mens antallet i Kensington og Chelsea var faldet fra 1981. 
Der er flere kategorier af hoteller:
- Traditionelle grand hoteller som Ritz, Savoy og Dorchester
- Nyere ombygninger af store kontorbygninger fra 1800- og 1900-tallet som One Aldwych og  Renaissance Chancery Court
- Townhouse-hoteller
- Moderne opførte hoteller i større kæder
- Moderne boutique hoteller

## Liste over 5-stjernede hoteller i London
Der er ingen officiel rangering af hoteller. De mest almindelige ratings er AA (tidligere også RAC) og English Tourist Board. ETB har for nylig ændret deres kriterier til at matche dem AA har for at give bedre konsistens. Mange hoteller er dog fortsat ratet af dem selv.
| Hotel                                                      | Placering              | Værelser | Noter |
| ---------------------------------------------------------- | ---------------------- | -------- | --- |
| 11 Cadogan Gardens                                         | Chealsea               | 56       | Victoriansk boutique hotel |
| 41 Hotel                                                   | Westminster            | 20       | Boutique hotel |
| 45 Park Lane                                               | Mayfair                | 46       | Søsterhotel til The Dorchester. Åbnede i 2011 |
| 51 Buckingham Gate                                         | Westminster            | 85       | Officielt kendt som Taj 51 Buckingham Gate Suites and Residences |
| Andaz Liverpool Street London Hotel                        | City of London         | 267      | Victoriansk jernbanehotel bygget som Great Eastern Hotel; genåbnede i 2000 |
| The Arch London                                            | Marble Arch            | 82       | Boutique Hotel - åbnede i 2009 |
| The Athenaeum Hotel                                        | Mayfair                | 123      | Moderne familieejet hotel |
| Baglioni Hotel                                             | South Kensington       | 67       | Indrettet i en gruppe victorianske huse |
| Beaumont Hotel                                             | Mayfair                | 73       | Indrettet i et parkeringshus fra 1926 |
| The Bentley London                                         | South Kensington       | 64       | Indrettet i victorianske bygninger |
| The Berkeley                                               | Belgravia              | 214      | Moderne bygning. Åbnet i 1972. |
| Blakes Hotel                                               | South Kensington       | 51       | Indrettet i en gruppe victorianske huse |
| Brown's Hotel                                              | Mayfair                | 117      | Indrettet i 11 townhouses |
| Capital Hotel                                              | Knightsbridge          | 49       | Privatejet townhouse hotel |
| Carlton Tower Hotel                                        | Knightsbridge          | 216      | Moderne, også kendt som Jumeirah Carlton Tower |
| Charlotte Street Hotel                                     | Fitzrovia              | 52       | Moderne - åbnede i 2000. |
| Churchill Hotel                                            | Marylebone             | 440      | Moderne, åbnede i 1970. Bygget oven på en herregård fra 1500-tallet. |
| Claridge's                                                 | Mayfair                | 203      | Grundlagt i 1812 genopbygget i 1898 Art Deco-stil. |
| The Connaught                                              | Mayfair                | 121      | Traditionelt grand hotel |
| Corinthia Hotel                                            | Embankment             | 294      | Moderne luksus spahotel |
| Courthouse Hotel                                           | Soho                   | 116      | Indrettet i en tidligere retsbygning |
| Covent Garden Hotel                                        | Covent Garden          | 58       | Engelsk country house-stil |
| Dorchester Hotel                                           | Mayfair                | 238      | Åbnede i 1931; art deco-eksteriør og georgiansk countr house-stil på værelserne |
| Draycott Hotel                                             | Chelsea                | 35       | Indrettet i tre huse fra 1890’erne |
| Four Seasons Hotel London at Canary Wharf                  | Canary Wharf           | 142      | Åbnede ca. 2001 |
| Four Seasons Hotel London at Park Lane                     | Mayfair                | 220      | Bygget i 1970 som Inn on the Park |
| The Franklin Hotel                                         | Knightsbridge          | 35       | Genåbnede i 2016. Indrettet i victorianske houses; designet af Anouska Hempel |
| Goring Hotel                                               | Victoria               | 74       | Bygget i 1910; traditionel engelsk stil |
| Grange City Hotel                                          | City of London         | 307      | Åbnede i dette århundrede nær Tower of London |
| Grange Holborn Hotel                                       | Holborn                | 200      | Åbnede i en ny bygning i slutningen af 1990’erne |
| Grange St Pauls Hotel                                      | St Pauls               | 433      | Åbnede i 2010 |
| Grosvenor House Hotel                                      | Mayfair                | 494      | Bygget i 1928; JW.Marriott-hotel med det største antal værelser blandt 5-stjernede hoteller i Central London.                                                                                          |
| Halkin Hotel                                               | Belgravia              | 41       | Modern, styled as The Halkin by COMO |
| Haymarket Hotel                                            | St. James's            | 50       | Boutique hotel, del af Firmdale Hotels Group |
| Ham Yard Hotel                                             | Soho                   | 91       | Boutique Hotel, del afFirmdale Hotels Group |
| Hempel Hotel                                               | Bayswater              | 40       | Currently closed |
| Hotel Russell                                              | Bloomsbury             | 334      | Bygget i 1898 i fransk chateau-stil af Charles Fitzroy Doll |
| InterContinental London Park Lane Hotel                    | Mayfair                | 447      | Moderne, bygget i 1975 |
| InterContinental London O2                                 | Canary Wharf           | 453      | Moderne, bygget i 2016 |
| Knightsbridge Hotel                                        | Knightsbridge          | 44       | Boutique Hotel, del af Firmdale Hotels Group |
| The Landmark London                                        | Marylebone Road        | 299      | Victorianske grand hotel; åbnede i 1899 som jernbanehotel |
| Lanesborough Hotel                                         | Knightsbridge          | 95       | Grand hotel åbnede i 1991 i et ombygget hospital fra 1800-tallet |
| Langham Hotel                                              | Marylebone             | 429      | Londons største hotel, da det åbnede i 1865 |
| Le Meridien Hotel Piccadilly                               | Mayfair                | 266      | Traditionelt grand hotel |
| London Hilton on Park Lane                                 | Mayfair                | 453      | Moderne; Londons højeste hotel |
| Mandarin Oriental Hyde Park                                | Knightsbridge          | 200      | Edvardiansk bygning, åbnede i 1902 |
| Marriott County Hall Hotel                                 | South Bank             | 200      | Indrettet som en del af nybarok London County Hall. |
| Marriott Grand Residence                                   | Mayfair                | 49       | Bygget 1926 |
| Marriott London Grosvenor Square                           | Mayfair                | 221      | Tidlig 1900-tals nygeorgiansk stil |
| Marriott London Park Lane                                  | Mayfair                | 157      | Bygget som lejligheder i 1919 |
| Marriott West India Quay                                   | Canary Wharf           | 348      | Bygget i 2004; 301 værelser og 47 lejligheder |
| The May Fair                                               | Mayfair                | 406      | Luksusdesign hotel |
| Milestone Hotel                                            | Kensington             | 62       | Bygget i 1884 som privat hus |
| M By Montcalm Shoreditch Tech City Hotel                   | City of London         | 269      | M By Montcalm Shoreditch Tech City er i moderne stil i 18 etager |
| The Metropolitan                                           | Park Lane              | 144      | Moderne hotel i Central London. Drevet af COMO. Park Lane |
| The Montcalm Hotel                                         | Great Cumberland Place | 153      | |
| One Aldwych                                                | The Strand             | 105      | Interiør fra begyndelsen af 2000-tallet i en nybarok kontorbygning fra 1900-tallet |
| Sheraton Grand London Park Lane                            | Mayfair                | 307      | Traditionelt grand hotel |
| The Montcalm London Marble Arch Hotel                      | 2, Wallenberg Place    | 112      | |
| The Park Tower Knightsbridge Hotel                         | Knightsbridge          | 181      | Moderne |
| Plaza On The River Club And Residence                      | Lambeth                | 66       | |
| Radisson Edwardian Hampshire Hotel                         | Leicester Square       | 124      | Engelsk country house-stil |
| Radisson Edwardian Heathrow Hotel                          | Heathrow               | 459      | Modern |
| Rafayel on the Left Bank                                   | Battersea              | 65       | Londons første miljøvendlig 5-stjernede boutique hotel på sidsiden af floden, ved siden af London heliport;                                                                                            |
| Ritz Hotel                                                 | St. James's            | 133      | Åbnede i 1906; fransk chateau-stil; er blevet kaldt “det mest romantiske hotel I verden” af Sophie Loren.                                                                                              |
| Rosewood London Hotel                                      | Holborn                | 356      | Åbnede i 1990’erne i Renaissance Chancery Court i en tidligere kontorbygning fra 1914 |
| Royal Garden Hotel                                         | Kensington             | 398      | Modern |
| The Royal Horseguards Hotel                                | Whitehall              | 140      | Listed building af første grad. Blev oprindeligt opført som luksuslejligheder i 1884. |
| Sanderson Hotel                                            | Fitzrovia              | 150      | Ian Schrager minimalistisk hotel |
| San Domenico Hotel                                         | Chelsea                | 22       | Indrettet i nogle victorianske huse |
| Savoy Hotel                                                | The Strand             | 207      | Traditionelt hotel. Åbnede i 1889 – det første i London med en suite badeværelse på alle værelser. Lukkede I December 2007 for at få udført renovering og ny indretning for £100 mio. Genåbnede i 2010 |
| Sheraton Skyline Hotel at London Heathrow                  | Heathrow               | 350      | Moderne stil |
| Sofitel St. James                                          | St. James's            | 186      | Åbnede ca. 2000 i et klassisk tidligere bankhovedkvarter headquarters |
| Soho Hotel                                                 | Soho                   | 96       | Del af Firmdale Hotels group |
| Stafford Hotel                                             | St. James's            | 80       | Engelsk country house-stil |
| St Martins Lane Hotel                                      | Covent Garden          | 204      | 1990'er Philippe Starck-minimalisme i en kontorbygning fra 1960'erne |
| St. Pancras Renaissance                                    | Kings Cross            | 245      | The Former Midland Grand Hotel |
| Threadneedles City Boutique Hotel                          | City of London         | 69       | ligger i bankbygning fra 1865 |
| The Montcalm at Brewery London City                        | City of London         | 235      | listed building af anden grad. Den oprindelige bygning går tilbage til 1750 |
| The Trafalgar St. James London, Curio Collection by Hilton | Trafalgar Square       | 129      | åbnet 2001; moderne bygning bag en gammel facade |
| The Waldorf Hilton                                         | nær The Strand         | 303      | Grand hotel bygget i 1908 |
| Chelsea Harbour Hotel                                      | Chelsea                | 160      | moderne; med udsigt over Chelsea Harbour |